# Erlkönig (Schubert)

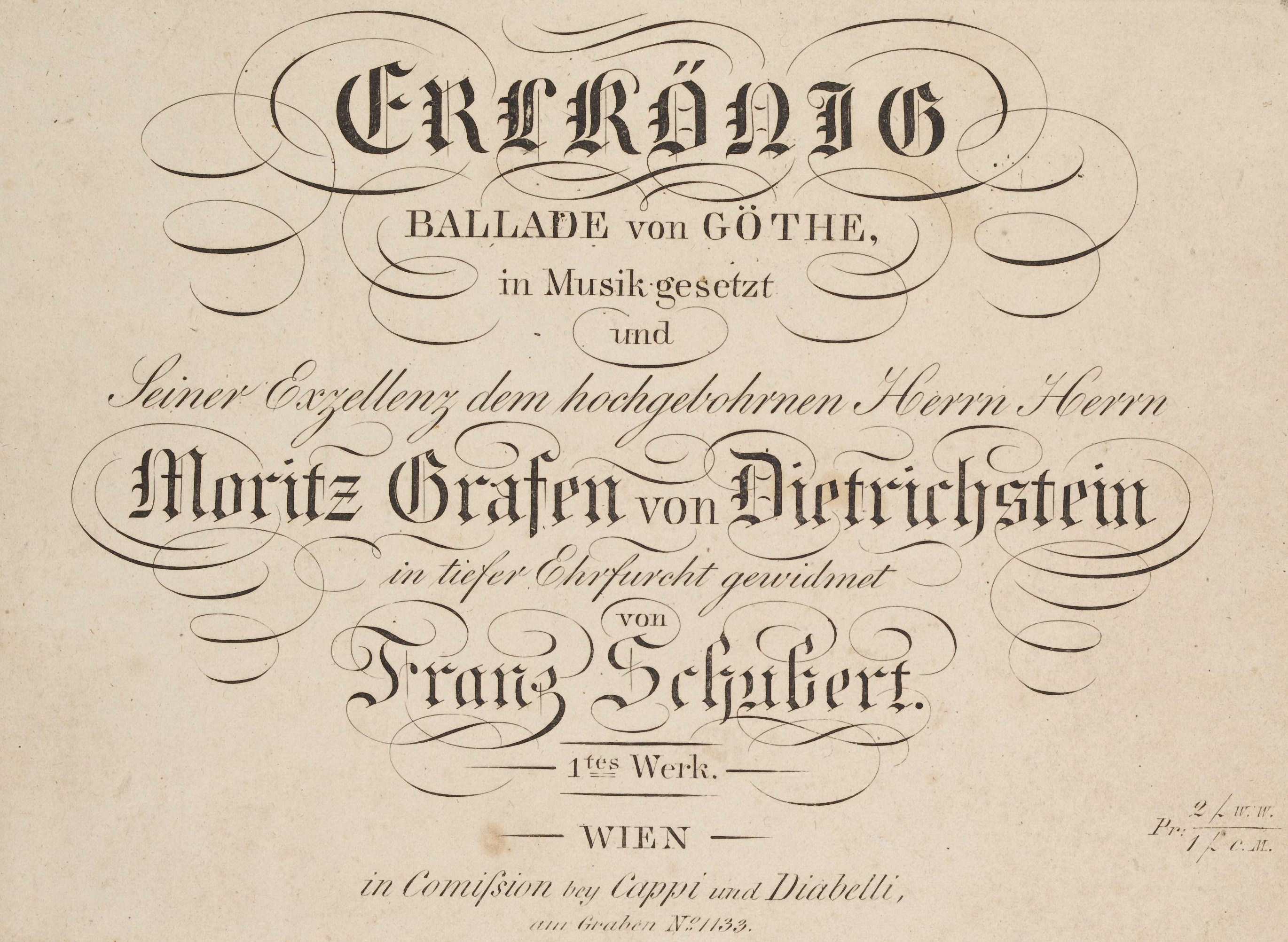
Portada de la primera edición de Erlkönig, publicada por Diabelli en 1821.

Erlkönig (Opus 1, Deutsch-Verzeichnis 328) es un lied compuesto por Franz Schubert en 1815 y que se basa en el poema Der Erlkönig de Johann Wolfgang von Goethe. Se publicó en 1821 y se estrenó el 7 de marzo del mismo año en el Kärntnertortheater de Viena.

## Historia
Franz Schubert compuso su lied Erlkönig en 1815 con 18 años para voz y piano, con el texto del poema de Johann Wolfgang von Goethe Der Erlkönig. Schubert revisó su obra tres veces antes de publicar su cuarta versión en 1821 como su Opus 1, que después de su muerte fue catalogada como D.328, usando el sistema de Otto Erich Deutsch. Se interpretó por primera vez en un concierto el 1 de diciembre de 1820 en una reunión privada en Viena. Se presentó al público el 7 de marzo de 1821 en el Theater am Kärntnertor en la misma ciudad.

## Estructura y partitura
Normalmente, un cantante interpreta los cuatro personajes (narrador, padre, hijo y el Rey de los Elfos), pero en ciertas ocasiones también lo interpretan cuatro. Schubert puso a cada personaje en diferente escala vocal y cada uno con su propio ritmo. La mayoría de cantantes usan un color vocal diferente para cada personaje e incluso una pronunciación distinta.
1. El narrador: rango medio en modo menor.
2. El padre: rango bajo y canta en modo menor y modo mayor.
3. El hijo: rango alto y modo menor, de esta forma representa el miedo.
4. El Rey de los elfos: línea vocal ondulante, va de arriba abajo con un acompañamiento de arpegio, esto resulta en un marcado contraste y está en modo mayor. El papel del Rey de los elfos generalmente se canta en pianissimo, lo que da un tono de furtiva persuasión.

Un quinto personaje, el caballo, está implícito en el rápida figura del tresillo que toca el pianista simulando las pisadas del animal.
Erlkönig comienza rápido, tocado en octava para recrear el tema con tono de horror y tresillos de forma repetida para simular el galopar del caballo. Esta forma continúa a través de toda la pieza. Con cada ruego del niño crece su voz y el timbre se vuelve más alto. Casi al final de la pieza, la música se acelera (mientras el padre trata de apurar el paso del caballo), luego se vuelve lenta (mientras llega), y se detiene la música para la frase final, «In seinen Armen das Kind war tot» (En sus brazos el niño estaba muerto). La pieza termina con una cadencia perfecta dramática.
Esta composición se considera muy difícil de cantar debido a la caracterización vocal requerida al cantante así como la dificultad del acompañamiento, que requiere la rápida repetición de acordes y octavas para crear el drama y la urgencia del poema original.

## Versiones
Varios compositores han transcrito Erlkönig, entre los que se encuentran una versión para piano solista de Franz Liszt, una para voz solista y orquesta de Hector Berlioz, Franz Liszt y Max Reger y una para violín solista de Heinrich Wilhelm Ernst.